# Gladys Yang
Pour les articles homonymes, voir Yang.
Gladys Yang (en chinois 戴乃迭, pinyin Dai Naidie), née Gladys Tayler le 19 janvier 1919 à Pékin, morte le 18 novembre 1999 dans la même ville, est une traductrice britannique de littérature chinoise.

## Biographie
C'est en Chine qu'elle a passé la plus grande partie de sa vie. Née à Pékin de parents missionnaires (son père est membre de la London Missionary Society), elle regagne la Grande-Bretagne avec eux à l'âge de 4 ans. Diplômée du Collège St. Anne de l'université d'Oxford, elle est la première femme à y obtenir le bachelor's degree en littérature chinoise en 1940. C'est là qu'elle rencontre son futur mari, Yang Xianyi, avec lequel elle rejoint Chongqing, alors capitale provisoire de la Chine en guerre contre le Japon.
Après la victoire des communistes en 1949, Gladys Yang et son mari Yang Xianyi ont principalement travaillé, à partir de 1952, pour les Éditions en langues étrangères (en) de Pékin, ainsi que pour la revue Chinese Literature. Parmi leurs principales traductions figurent The Selected Stories of Lu Xun, publiées par les Foreign Languages Press en 1960.
Le couple est séparé et emprisonné de 1968 à 1972, durant la Révolution culturelle.
Durant les années 1980, Gladys Yang traduit des auteures chinoises pour la maison d'édition britannique Virago Press, spécialisée dans la littérature féminine.

## Traductions
- Guo Moruo, Chu Yuan, a play in five acts, translated by Yang Hsien-yi and Gladys Yang, Pékin, Foreign languages press, 1953
- Hong Sheng, The Palace of Eternal Youth, translated from Chinese by Yang Hsien-yi and Gladys Yang, Pékin, Foreign languages press, 1955
- Lu Xun, Selected works of Lu Hsun, Pékin, Foreign Languages Press, 1956-1960
- Wu Jingzi, The Scholars, transl. by Yang Hsien-yi and Gladys Yang ; ill. by Cheng Shifa, Pékin, Foreign languages press, 1957
- Liang Bin, Keep the Red Flag Flying, China Youth Publishing House, 1957
- The man who sold a ghost : Chinese tales of the 3rd-6th centuries, translated by Yang Hsien-Yi and Gladys Yang, Pékin, Foreign languages press, 1958
- Selected Plays of Guan Hanqing, trad. Yang Hsien-yi et Gladys Yang, Shanghai, New Art and Literature Publishing House, 1958, rééd. Beijing, Foreign Languages Press, 1958, 1979
- Feng Yuan-chun, A Short history of classical Chinese literature, translated by Yang Hsien-yi and Gladys Yang, traduction de : Tchong-Kouo Kou wen Line Kienche, Westport, Hyperion press, 1973
- Cao Xueqin, A Dream of red mansions, translated by Yang Hsien-yi and Gladys Yang], traduction de : Hong lou meng, Pékin, Foreign languages press, 1978
- Sima Qian, Selections from records of the historian written by Szuma Chien, transl. by Yang Hsien-yi and Gladys Yang, Pékin, Foreign languages press, 1979
- The dragon king's daughter: ten Tang dynasty stories, translated by Yang Xianyi and Gladys Yang, Pékin, Foreign languages press, 1980
- The courtesan's jewel box: Chinese stories of the Xth-XVIIth centuries, transl. by Yang Xianyi and Gladys Yang, Pékin, Foreign languages press, 1980
- Lu Xun, Call to arms, Pékin, Foreign Languages Press, 1981
- Lu Xun, Wandering, Pékin, Foreign Languages Press, 1981
- Shen Congwen, The Border Town and Other Stories, edited by Gladys Yang, Chinese Literature Press, 1981
- Shen Congwen, Recollections of West Hunan, translated by Gladys Yang, Panda Books, 1982
- George Bernard Shaw, Pygmalion, translated by Yang Xianyi and Gladys Yang, Pékin, Chinese Literature, distributed by China Publications Centre, 1982
- Liu E, The travels of Lao Can, translated by Yang Xianyi and Gladys Yang, Pékin, Chinese Literature, distributed by China Publications Centre, 1983
- Ding Ling, The sun shines over the Sanggan River, translated by Yang Xianyi and Gladys Yang, Pékin, Chinese Literature, distributed by China Publications Centre, 1984
- Poetry and prose of the Tang and Song, translated by Yang Xianyi and Gladys Yang, Pékin, Chinese Literature, distributed by China Publications Centre, 1984
- Zhang Jie, Leaden Wings, translated by Gladys Yang, London, Virago Press, 1987.
- Zhang Jie, As Long As Nothing Happens, Nothing Will, translated by Gladys Yang, Deborah J. Leonard and Zhang Andong, Virago Press, 1988.
- Shen Congwen, Selected Stories by Shen Congwen, edited by Yang Xianyi and Gladys Yang, Chinese Literature Press, 1999
- Feng Menglong, Selected Chinese stories of the Song and Ming dynasties, translated by Yang Xianyi and Gladys Yang, Pékin, 2000
- Qu Yuan, Selected elegies of the state of Chu, translated by Yang Xianyi and Gladys Yang, Pékin, 2001